# Jozef Majerník
Jozef Majerník (15. května 1942 Potvorice – 21. května 2015) byl slovenský fotbalista.

## Fotbalová kariéra
V československé lize hrál za Tatran Prešov. Nastoupil ve 45 ligových utkáních, gól v lize nedal. Ve středu 1. června 1966 odehrál Na Julisce odvetný zápas finále Československého poháru proti domácí Dukle Praha (prohra 0:4).

## Ligová bilance
| Ročník                                   | Zápasy | Góly | Klub          |
| ---------------------------------------- | ------ | ---- | ------------- |
| 1. československá fotbalová liga 1961/62 | 18     | 0    | Tatran Prešov |
| 1. československá fotbalová liga 1962/63 | 9      | 0    | Tatran Prešov |
| 1. československá fotbalová liga 1965/66 | 5      | 0    | Tatran Prešov |
| 1. československá fotbalová liga 1969/70 | 13     | 0    | Tatran Prešov |
| CELKEM 1. liga                           | 45     | 0    |               |